# San Andres (Catanduanes)
San Andres is een gemeente in de Filipijnse provincie Catanduanes op het gelijknamige eiland. Bij de laatste census in 2007 had de gemeente bijna 34 duizend inwoners.

## Geografie

### Bestuurlijke indeling
San Andres is onderverdeeld in de volgende 38 barangays:
| - Agojo - Alibuag - Asgad - Bagong Sirang - Barihay - Batong Paloway - Belmonte - Bislig - Bon-ot - Cabcab - Cabungahan - Carangag - Catagbacan | - Codon - Comagaycay - Datag - Divino Rostro - Esperanza - Hilawan - Lictin - Lubas - Manambrag - Mayngaway - Palawig - Puting Baybay - Rizal | - Salvacion - San Isidro - San Jose - San Roque - San Vicente - Santa Cruz - Sapang Palay - Tibang - Timbaan - Tominawog - Wagdas - Yocti |

## Demografie
San Andres had bij de census van 2007 een inwoneraantal van 33.781 mensen. Dit zijn 2.318 mensen (7,4%) meer dan bij de vorige census van 2000. De gemiddelde jaarlijkse groei komt daarmee uit op 0,99%, hetgeen lager is dan het landelijk jaarlijks gemiddelde over deze periode (2,04%). Vergeleken met de census van 1995 is het aantal mensen met 3.539 (11,7%) toegenomen.

De bevolkingsdichtheid van San Andres was ten tijde van de laatste census, met 33.781 inwoners op 167,31 km², 201,9 mensen per km².